# نصرت أباد (نصرت أباد)
نصرت أباد (بالفارسية: نصرت‌آباد) هي قرية تقع في إيران في Nosratabad Rural District. يقدر عدد سكانها بـ 13,090 نسمة .